# Janusz Cegliński
Janusz Cegliński (ur. 6 kwietnia 1949 w Gdańsku) – polski koszykarz, występujący na pozycjach silnego skrzydłowego lub środkowego, reprezentant Polski, olimpijczyk.

## Życiorys
Wychowanek Wybrzeża Gdańsk, z którym zdobył cztery mistrzostwa Polski (1971, 1972, 1973, 1978) i dwa wicemistrzostwa (1970, 1980) oraz  czterokrotnie sięgał po Puchar Polski. Rekordzista klubu pod względem liczby występów – 425 meczów oraz drugi zawodnik w historii klubu po Edwardzie Jurkiewiczu w klasyfikacji najlepszych strzelców - 4555 punktów. Kończył karierę sportową grą w lidze węgierskiej.
W reprezentacji rozegrał w latach 1971–1977 151 spotkań, w których zdobył 1417 punktów.
Syn Kazimierza i Julianny Plewińskiej, absolwent gdańskiego Liceum Gastronomicznego. Przedsiębiorca (piekarz - cukiernik). Żonaty (od 28 kwietnia 1974 z Ewą Domańską), ma dwóch synów (Grzegorza i Jacka). Mieszka w Gdańsku. W 2006 roku otrzymał "Medal 60-lecia OZKosz Gdańsk".

## Osiągnięcia
Klubowe
- Mistrz Polski (1971, 1972, 1973, 1978)
- Wicemistrz Polski (1970, 1980)
- Brązowy medalista mistrzostw Polski (1968, 1975)
- Zdobywca pucharu Polski (1976, 1978, 1979)

Reprezentacja
- Uczestnik:
  - igrzysk olimpijskich (1972 – 10. miejsce)
  - mistrzostw Europy:
    - 1971 – 4. miejsce, 1973 – 12. miejsce
    - U–18 (1968 – 9. miejsce)

  - Interkontynentalnego Pucharu FIBA (1972 – 4. miejsce)[1]
- Mistrzostwo turnieju Alberta Schweitzera U–18 (1967 – Mannheim)